# Енмеркар

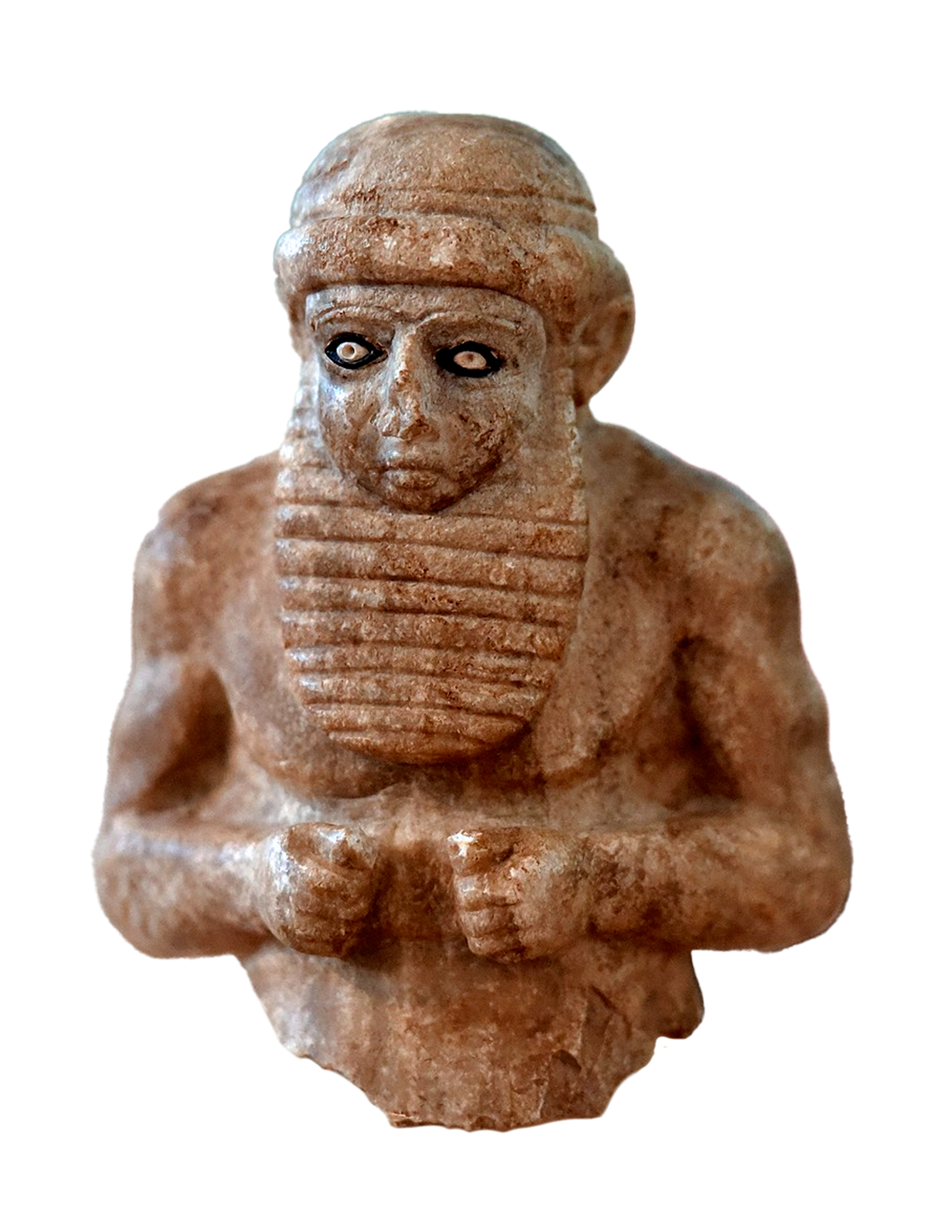
Статуя Енмеркара, знайдена в Уруці

Енмерка́р (шум. 𒂗𒈨𒅕𒃸 = EN.me.er.kar, дослівно — «Енмер — дужий ловець») — напівлегендарний цар шумерського міста Урук початку XXVII століття до н. е.
У Біблії відомий під іменем Німрода (івр. נִמְרוֹד).
За переказами перетворив Урук на місто, розбудувавши адміністративні та житлові квартали навколо храму Інанни. У сусідньому Еріду розпочав будівництво одного з перших в Месопотамії зикуратів — згодом це будівництво стало основою міфу про Вавилонську вежу (хоча в міфі йдеться про Вавилон, заснований кількома століттями пізніше за царювання Енмеркара, володарем, який наказав зводити вежу, називають Німрода).
Енмеркар є також персонажем кількох епічних поем, присвячених стосункам Урука з легендарною країною Аратта. Саме в них міститься перша письмова згадка про існування в Шумері писемності та використання для записів глиняних табличок.
Після смерті був обожнений і вшановувався як бог правосуддя й медицини Амар-Утук.